# Isser Woloch
Isser Woloch (1937) é um historiador estadunidense especializado em Revolução Francesa e em Napoleão Bonaparte. É Professor Emérito de História em Columbia.  
Ele estudou em Columbia (1959) e em Princeton ( Ph.D., 1965). Ele foi o vencedor do Prêmio Leo Gershoy da American Historical Association em 1994.